# 內灣 (彰化縣)
內灣，是臺灣彰化縣田中鎮的一個傳統地域名稱，位於該鎮東南部。相較於今日行政區，其範圍大致包括東源里南大半部、碧峰里、香山里不含西北端及西南端、三安里東部邊界地帶中段、新庄里南部東側凸出部分。

## 歷史
台灣清治末期至日治初期，內灣地區為一街庄，稱為「內灣庄」，隸屬於武東堡。該庄北與普興庄為鄰，東與赤水庄、弓鞋庄為鄰，南邊為十五庄，西南邊及西邊為田中央庄。
1901年（日治明治三十四年）11月，全台廢縣廳改設二十廳，該庄隸屬於彰化廳。1903年（明治三十六年）6月，該庄編入「卓乃潭區」，隸屬於彰化廳。1909年（明治四十二年）10月，合併二十廳為十二廳，卓乃潭區改隸屬於臺中廳。1920年（大正九年），該庄改制為「內灣」大字，隸屬於臺中州員林郡田中庄。1940年，田中庄升格為田中街。
戰後田中街改制為田中鎮，隸屬於臺中縣，大字亦改制為里。1950年10月，中、彰、投分治，田中鎮改隸屬彰化縣。

## 聚落
本地區發展較早的聚落有內灣、後庄仔、香山、小新等，在日治期初期的官方地圖上已有記載。此外，本地區尚有竹圍仔、北香山等聚落。

## 交通
台鐵縱貫線是台灣西部南北鐵路幹線，大致以北北西—南南東走向經過內灣地區西部凸出部分的中部。境內未設站，北側最近的是田中車站，屬二等站，停靠部分普悠瑪號、自強號列車，及全部的莒光號、區間車、區間快車；南側最近的是二水車站，亦屬二等站，停靠部分自強號列車，及全部的莒光號、區間車、區間快車。二水車站亦為集集線的起點。由此等車站可前往台鐵沿線各站。
縣道137號（山腳路三段）是彰化至二水源泉的道路，主要沿八卦台地西側山麓地帶而行，大致以北北東—南南西走向轉北北西—南南東走向再轉北北東—南南西走向再轉北北西—南南東走向經過本地區西部，並與縣道150號相交於本地區西北部。由該道路向北北東可前往社頭、員林、大村、花壇、彰化等地，向南南東可前往二水並止於縣道152號路口。
縣道141號（東閔路一段）是員林至林內的道路，大致以北北西—南南東走向經過本地區西部凸出部分，並在鐵路東側。由該道路向北北西可前往田中市區東郊、社頭、員林並止於省道台1線路口，向南可前往二水、林內並止於省道台3線路口。
縣道150號（中南路二段～一段）是芳苑至南投的道路，大致以西北西—東南東走向由本地區西部邊界北側入境，經縣道137號路口後，轉東北蜿蜒上山，經多個大彎道於本地區東部邊界轉東南出境。由該道路向西北西可前往田中市區、北斗、埤頭、二林、芳苑等地，向東南轉東北可前往名間西北部、南投並止於省道台3線、台14乙線路口。
鄉道彰111線（東閔路一段460巷、員集路一段、大安路）是田中至大安的道路，其東側端點位於本地區西部後庄聚落西北側的縣道141號路口。由此向西微南轉南南東再轉西微南過鐵路涵洞後轉南南西沿本地區西部邊界而行，至員集路一段路口轉南南東，至大安路路口轉南南西出境後，可前往田中南部的大安聚落、內三塊厝北部、大新並止於鄉道彰99線路口。

## 學校
- 達德商工